# Груйбінген
Груйбінген (нім. Gruibingen) — громада в Німеччині, знаходиться в землі Баден-Вюртемберг. Підпорядковується адміністративному округу Штутгарт. Входить до складу району Геппінген.
Площа — 23,05 км2. Населення становить 2213 ос. (станом на 31 грудня 2020).